# Tag up
No beisebol, tag up é o corredor retocar ou permanecer na base de momento do arremesso até (depois) a bola ser primeiro tocada por um defensor. Um corredor deve, pela regra, fazer o tag up apenas quando uma bola batida é pega em vôo. Após um tag up legal, mesmo se a bola foi pega em território de falta, os corredores são livres para tentar avançar. Em eliminações por bolas altas longas, muitas vezes os corredores podem ganhar uma base; quando um corredor anota por esse meio, isso é chamado de fly de sacrifício. Em bolas altas curtas, os corredores raramente tentam avançar após o tag up.
Depois de uma bola alta pega, se o defensor com a bola puder apelar que o corredor não tocou sua base de momento do arremesso após a bola ser defendida, tocando o corredor com a bola ou sua base de momento do arremesso antes que ele a retoque, o corredor está eliminado. Isso ocorre muitas vezes em bolas retas no campo interno.
Um defensor também pode apelar que o corredor deixou sua base de momento do arremesso muito cedo. Se o árbitro concordar que o corredor não fez o tag up, ele pode chamá-lo como eliminado, não importando o que o corredor tenha feito após a bola entrar em jogo.